# 许镜清
许镜清（1942年11月15日—），山東龍口人。中国大陆一级作曲，中国音乐家协会会员，中国电影家协会会员，中国电影音乐学会理事。

## 简历
许镜清1942年出生于山東黄县，1943年随父母定居黑龍江省七台河市勃利县。1961年8月考入哈尔滨艺术学院作曲专业，1965年毕业后，他被分配到北京农业电影制片厂（现为中国农业电影电视中心）任作曲，为农业科教纪录电影创作音乐。
1972年到1980年间，他创作有板胡独奏曲《喜开丰收镰》、大型民乐合奏《乌苏里啊我的故乡》、扬琴协奏曲《井冈山》等，及民乐合奏《大寨红花遍地开》。
1980年后，他为故事片《丹心谱》、《红象》、《九月》、《良宵血案》、《OK大肚罗汉》、《就要嫁给你》等八部电影作曲。他还为《女人不是月亮》、《宋庆龄和她的姐妹们》、《半边楼》、《弘一法师》、《情债》、《七品钦差刘罗锅》、《汽车城》等电视剧创作主题歌。
1983年冬，付林、程琳以及一个音像公司的出版商找到作曲家许镜清，商议为程琳录制一盒磁带，请北京农业电影制片厂的作曲家许镜清编配伴奏。该磁带原来设计为十首歌，后来认为曲目不够，许镜清又写了包括《采榆钱》在内的三首歌。这盘磁带以付林作词、作曲的《小螺号》为主打歌，并以此命名专辑为《小螺号》。结果一个以《小螺号》为主要批判对象的讨论批判会在某周报的编辑部举行，出席者是一些音乐界前辈，他们认为该盒磁带是“黄色的”、“软绵绵的”、“低级的，下流的”，还指责程琳唱的四川民歌《盼红军》说：“这哪里是盼红军，分明是盼白军么。”以此次讨论批判会为根据，写了一份向上边的报告，又根据该报告对付林、程琳、许镜清三人作出了要“批评、教育”的批示，作为文件下发。16岁的程琳因为年龄小，受到海政歌舞团团内当众警告处分，据说海政歌舞团宣布处分决定后，小程琳穿着咔咔响的皮鞋昂首步出会场。付林受到海政歌舞团党内察看处分。许镜清则被北京农业电影制片厂发出文件（农影〔84〕2号），传达至各科室并张贴在办公楼内，文件称：“鉴於许镜清所犯错误，1.今后不许随便给外单位创作，2.未经批准不许给外单位录音。”许镜清该年应该涨的工资也未涨。
此后他为电视连续剧《西游记》创作的一系列插曲和音乐是他的知名作品。其中《敢问路在何方》等歌曲传唱不绝。
尽管100多部影视剧配乐、作品被广为传唱，版权费的收取却很困难。在2008年，约获得了8000元。许镜清希望办一场个人作品音乐会，由于资金问题难以实现。在2014年7月，吉林卫视播出了许镜清作品音乐会。2016年12月4日和5日，通过众筹，许镜清实现了多年的愿望，在人民大会堂举办了两场《西游记主题音乐会》，获得了观众热烈的反响。

## 作品
- 1950年代，《吉兴河水库》大联唱
- 1972年，纪录片《昔阳盛开大寨花》作曲（主题歌为《大寨红花遍地开》）
- 1972年-1980年间
  - 板胡独奏曲《喜开丰收镰》
  - 大型民乐合奏《乌苏里啊我的故乡》
  - 扬琴协奏曲《井冈山》等
  - 民乐合奏《大寨红花遍地开》
- 1983年-1987年，电视剧《西游记》作曲（主题歌为《敢问路在何方》）
- 1987年，《齐天乐》晚会作曲
- 1980年后，故事片《丹心谱》、《红象》、《九月》、《良宵血案》、《OK大肚罗汉》、《就要嫁给你》等8部电影作曲
- 电视剧作曲
  - 《女人不是月亮》
  - 《宋庆龄和她的姐妹们》
  - 《半边楼》
  - 《弘一大师》
  - 《情债》
  - 《周璇》
  - 《七品钦差刘罗锅》
  - 《汽车城》
  - 《荒路》
  - 《流星·蝴蝶·剑》